# 菊叶鱼眼草
菊叶鱼眼草（学名：Dichrocephala chrysanthemifolia）是菊科鱼眼草属的植物。分布于印度、不丹、尼泊尔、非洲以及中国大陆的云南、西藏等地，生长于海拔2,900米的地区，多生于山坡路旁草丛中，目前尚未由人工引种栽培。